# Kenichi: The Mightiest Disciple
Kenichi: The Mightiest Disciple, även känd under titeln  Historys Strongest Disciple (på japanska: 史上最強の弟子ケンイチ|Shijō Saikyō no Deshi Ken'ichi) Är en japansk mangaserie som också har gjorts som anime.
Serien publicerades som en mangaserie i den japanska serietidningen Shōnen Sunday Super mellan 2000 och 2002. 2006 gjordes serien som anime.

## Handling
16-årige studenten Kenichi Shirahama har mobbats och retats av andra under hela sitt liv, men när han börjar i en ny skola blir han vän med en udda utbytesstudent, Miu Fūrinji som visar sig vara mycket bra på kampsporter. Kenichi, som tröttnat på att ständigt bli påhoppad av andra och drömmer om att själv lära sig slåss så att han kan skydda dem han bryr sig om, följer en dag med henne hem till Ryōzanpaku, en dojo där de främsta och starkaste mästarna inom ett flertal olika kampsporter bor. Efter att ha lärt sig en del baskunskaper i karate från Miu lyckas Kenichi besegra en karatemästare från sin skolas karateklubb, men det innebär bara mer problem för nu får han alla skolans riktiga slagskämpar, delinkventerna med det fruktade gänget Ragnarrok i spetsen, efter sig. Därför tvingas han stanna kvar hos mästarna på Ryōzanpaku för att lära sig bemästra alla kampsporter så att han kan fortsätta slåss för sin överlevnad mot den ena motståndaren värre än den andra. Kenichi har nu en lång och smärtsam träning framför sig.